# 사우스서머싯

사우스서머싯의 위치

사우스서머싯(영어: South Somerset)은 잉글랜드 서머싯주에 위치한 비도시 자치구로 중심 도시는 요빌이며 인구는 164,569명(2014년 기준), 면적은 959.04km2이다.